# Tectaria media
Tectaria media är en ormbunkeart som beskrevs av Ren-Chang Ching och Wang. Tectaria media ingår i släktet Tectaria och familjen Tectariaceae. Inga underarter finns listade.